# Desorden de identidad de la integridad corporal
El trastorno de identidad de la integridad corporal o BIID (sigla de Body Integrity Identity Disorder) es una enfermedad psiquiátrica que provoca en el individuo afectado un irresistible deseo por amputarse una o más extremidades sanas del cuerpo. Los nombres más recientes de este trastorno han reemplazado el de apotemnofilia, debido a la creciente convicción de que esta enfermedad no es una parafilia.

## Características
Una persona que sufre de BIID desea tener amputadas una o más de sus extremidades. Este trastorno no debería confundirse con la acrotomofilia, que es el deseo sexual por alguien que ya tiene algún miembro amputado. Dentro de la comunidad BIID, los acrotomófilos son llamados «devotos». De todos modos, parece haber alguna relación entre los dos desórdenes, habiendo individuos que padecen ambos.
Aunque la definición oficial del «desorden de identidad de la integridad corporal» precisa que es sólo el deseo de amputación, el Dr. Michael B. First concuerda en que la enfermedad podría incluir la necesidad de otros impedimentos, como la paraplejía. Evidencia anecdótica demuestra que un gran porcentaje de personas con BIID necesita sufrir de distintas discapacidades. Para confirmar esto, el Dr. First comenzó un estudio en abril de 2007 como seguimiento a su investigación realizada para la quinta edición del Manual diagnóstico y estadístico de los trastornos mentales. Si se descubre que la principal motivación de los pacientes con BIID es tener alguna discapacidad, este trastorno podría considerarse como una forma del síndrome de Munchausen.
En la actualidad, pocos cirujanos cumplirán los deseos de las personas con trastorno de identidad de la integridad corporal. Algunos de estos actúan como si fueran verdaderos amputados, usando prótesis y otras herramientas que ayudan a calmar sus ansias de invalidez. Otros, que realmente se han amputado algún miembro, han llamado a los medios de comunicación para conceder entrevistas telefónicas. En estos testimonios se narra cómo algunas personas han permitido, por ejemplo, que un tren pase sobre ellos, o que han dañado sus extremidades tan severamente que los médicos no tienen otra opción que cercenarlas. A menudo, la obsesión se centra en un solo miembro. No obstante, el trastorno de identidad de la integridad corporal no conlleva solamente la amputación: se trata de alterar significativamente la integridad del cuerpo. Algunas personas sienten el deseo de convertirse en paralíticas, ciegas, sordas, o usar dispositivos ortopédicos. Otros fingen ser amputados al utilizar muletas y sillas de ruedas en la vía pública o en sus hogares. 
Las causas exactas del trastorno de identidad de la integridad corporal son desconocidas. Una teoría plantea que un niño, después de ver a un amputado, puede quedar con su psique marcada y adopta aquella imagen corporal como un «ideal». Otra teoría popular sugiere que un infante que no se siente querido puede creer que convirtiéndose en un amputado atraerá la simpatía y el cariño que necesita. La teoría biológica propone que el desorden es una condición neuropsicológica, la cual presenta una anomalía en la corteza cerebral relacionada con las extremidades. Si esta condición fuera neurológica, podría ser conceptualizada como una clase congénita de somatoparafrenia, una condición que a menudo se origina después de una apoplejía en el lóbulo parietal. Un mal funcionamiento en el lado derecho de esta zona —que es significativamente más pequeña en los hombres— podría potencialmente explicar no solo por qué los varones son más propensos a sufrir este trastorno, sino por qué los miembros del lado izquierdo son los que se desean amputar en mayor cantidad (el lado derecho del cerebro controla el lado izquierdo del cuerpo y viceversa). Si la condición es similar a la somatoparafrenia, podría tener la misma «cura»: la estimulación calórica vestibular, es decir, la aplicación de agua fría en el oído derecho del paciente.
A pesar de que la gente con BIID es comúnmente considerada psicótica, un diagnóstico de psicosis excluye un diagnóstico de trastorno de identidad de la integridad corporal.
Los enfermos con BIID se sienten incompletos con sus cuatro extremidades y se sienten aliviados tras la amputación. Saben exactamente qué parte de qué miembro debe ser cercenada para calmar su sufrimiento. El pedido más común es la amputación sobre la rodilla de la pierna izquierda. Los enfermos sienten una profunda envidia hacia la gente amputada y perciben los síntomas antes mencionados como extraños y anormales. Se sienten solos con estos pensamientos y creen que nadie podría entender sus impulsos. Por lo general sienten vergüenza de sus ideas e intentan ocultarse del resto, incluso de los terapeutas y profesionales de la salud. Desde el psicoanálisis, una compulsión a dañarse el cuerpo o cercenarse una parte remite necesariamente a lo que se denomina como «castración», una operación fundamental por la que atraviesa todo sujeto y que se efectúa a nivel simbólico. La denegación de la castración simbólica es lo que marca el salto a lo real del cuerpo, por eso se trata en general de estructuras ligadas a la psicosis, en ocasiones a la perversión.

## El BIID en la cultura popular
- El documental Whole, dirigido por Melody Gilbert en el año 2003, exhibe entrevistas realizadas a personas con BIID.
- En la película de ficción Quid Pro Quo, del director Carlos Brooks, un periodista semiparalítico investiga una historia que lo lleva a descubrir una extraña subcultura que cultiva perturbadores métodos de autorrealización.
- En la película Armless, estrenada en el 2010, el protagonista abandona a su esposa y viaja a Nueva York en busca de un médico que ampute sus brazos.
- En el séptimo episodio de la tercera temporada de la serie Nip/Tuck, un hombre desea que los cirujanos le extirpen una de sus piernas debido a que sufre de BIID.
- En el episodio 13 de la primera temporada de Chicago Med, un hombre trata de cercenarse su brazo izquierdo porque desde la infancia no lo reconoce como una parte de su cuerpo.
- La película "Pieles" dirigida por Eduardo Casanova en el año 2017 incluye a un personaje con BIID.